# Emile Youmbi
Pour les articles homonymes, voir Youmbi.
Emile Youmbi est un artiste plasticien camerounais.

## Biographie

### Carrière
Il expose ses collections à Yaoundé et à l'étranger.